# Trikiti
La trikiti (pronuncia in lingua basca standard trikiti), trikitixa (pronuncia in basco dialettale trikitiʃa), o eskusoinu txiki ("piccolo suono della mano", pronuncia es̺kus̺oɲu tʃiki)) è una fisarmonica diatonica Basca a due file di pulsanti con le file di destra in chiave quinta perfetta separata e dodici pulsanti di bassi monofonici. L'onomatopeica trikiti, apparentemente derivante dal suono emesso dal tamburello, in origine si riferiva ad un tradizionale gruppo basco, costituito dallo strumento che ora porta quel nome e alboka, txistu e altri strumenti.

## Storia
Probabilmente introdotta da immigrati francesi o italiani provenienti dalle Alpi, la prima evidenza scritta della trikiti si attesta alla fine del XIX secolo, esattamente nel 1889, quando la fisarmonica diatonica venne usata per la musica in una festa popolare di pellegrinaggio di Urkiola (Biscaglia). Nel 1890 una trikiti appare in una foto scattata ad Alsasua (Navarra), un incrocio ferroviario. Pertanto alcuni suggeriscono che l'importazione dello strumento sia avvenuta nei Paesi Baschi dall'Italia attraverso il porto di Bilbao, mentre altre fonti ipotizzano che questo tipo di fisarmonica diatonica sia stato introdotto da ferrovieri italiani o francesi dalle Alpi. La fisarmonica diatonica a pulsanti fu concepita a Vienna nel 1829, espandendosi successivamente in tutta Europa.
L'accoppiamento di fisarmonica diatonica a bottoni e il tamburello divenne gradualmente popolare e fu adottata per esibirsi in feste locali e popolari, dove i giovani ballavano sulle sue melodie (fandango, arin-arin ecc.), nonostante la resistenza della Chiesa cattolica, che lo soprannominò "gli urli dell'inferno" per il fatto che la sua musica che incitava alla danza e la musica vivace avrebbero indotto i giovani baschi ad essere tentati.
Quel modello di suono rimase invariato fino agli anni ottanta, quando Kepa Junkera e Joseba Tapia iniziarono a sviluppare modi inediti di suonare la trikiti. Mentre entrambi gli autori sono stati oggetto di molte critiche per le loro novità e sperimentazioni, loro colsero l'occasione ed entrambi gli stili, la trikiti tradizionale che quella moderna, hanno trovato la loro strada e consolidato i loro percorsi separati. Entrambi gli artisti rimangono al giorno d'oggi figure chiave della fisarmonica trikiti. Ci sono state influenze di artisti di Tejano come Flaco Jiménez e altri artisti internazionali. Tra gli altri musicisti famosi figurano Alaitz Telletxea, Iñaki Malbadi, Maixa Lizarribar, Xabi Aburruzaga, Iker Goenaga e Carles Belda.
Attualmente i gruppi tradizionali consistono in una coppia che suona la trikiti (fisarmonica diatonica a tasti), il tamburello e cantano. I suonatori usano tipicamente uno stile molto ornato e veloce, insieme a terzine staccate.